# Częstoszowice
Częstoszowice – wieś w Polsce położona w województwie małopolskim, w powiecie miechowskim, w gminie Książ Wielki.
| SIMC    | Nazwa  | Rodzaj    |
| ------- | ------ | --------- |
| 0246400 | Lisiny | część wsi |

W 1595 roku wieś położona w powiecie ksiąskim województwa krakowskiego była własnością starosty chęcińskiego Piotra Myszkowskiego. W latach 1975–1998 miejscowość administracyjnie należała do województwa kieleckiego.